# Zawada (powiat włocławski)
Zawada – nieistniejąca wieś w Polsce położona w województwie kujawsko-pomorskim, w powiecie włocławskim, w gminie Baruchowo.
W latach 1975–1998 miejscowość należała administracyjnie do województwa włocławskiego.
Miejscowość zniesiono z dniem 1 stycznia 2016.